# Манюв-Мали
Манюв-Мали (пол. Maniów Mały) — село в Польщі, у гміні Меткув Вроцлавського повіту Нижньосілезького воєводства.
Населення — 181 особа (2011).
У 1975-1998 роках село належало до Вроцлавського воєводства.

## Демографія
Демографічна структура станом на 31 березня 2011 року:
|          | Загалом | Допрацездатний вік | Працездатний вік | Постпрацездатний вік |
| -------- | ------- | ------------------ | ---------------- | -------------------- |
| Чоловіки | 85      | 14                 | 63               | 8                    |
| Жінки    | 96      | 17                 | 59               | 20                   |
| Разом    | 181     | 31                 | 122              | 28                   |